# Могельниця (Підкарпатське воєводство)
Могельниця (пол. Mogielnica) — село в Польщі, у гміні Богухвала Ряшівського повіту Підкарпатського воєводства.
Населення — 1173 особи (2011).
У 1975-1998 роках село належало до Ряшівського воєводства.

## Демографія
Демографічна структура станом на 31 березня 2011 року:
|          | Загалом | Допрацездатний вік | Працездатний вік | Постпрацездатний вік |
| -------- | ------- | ------------------ | ---------------- | -------------------- |
| Чоловіки | 566     | 127                | 379              | 60                   |
| Жінки    | 607     | 129                | 360              | 118                  |
| Разом    | 1173    | 256                | 739              | 178                  |